# صمد عقاب
صمد بردیده معروف به صمد عقاب خواننده فولکلوریک اهل شیراز بود که تحولی جدید در ارائه ترانه‌های شیرازی ابداع کرد. وی متولد ۱۳۱۹ بود و از سال ۱۳۴۰ به صورت رسمی وارد عرصه هنر خوانندگی شد. اجراهای او بعد از انقلاب اسلامی با نام صمد بردیده طی دو کاست به نامهای سروناز (آلبوم) و کوگ مست (آلبوم) با آهنگسازی رحیم فتحعلی زاده و اهتمام فریدون شهبازیان منتشر شد. صمد عقاب در ۶ آذر ۱۳۷۴ در سانحه رانندگی درگذشت.